# 7505 Furusho
7505 Furusho eller 1997 AM2 är en asteroid i huvudbältet som upptäcktes den 3 januari 1997 av den japanska astronomen Takao Kobayashi vid Ōizumi-observatoriet. Den är uppkallad efter astronomen Reiko Furusho.
Asteroiden har en diameter på ungefär 9 kilometer.